# 충무초등학교 (전남)
충무초등학교는 대한민국 전라남도 순천시 해룡면 쟁골길 2 (신성리)에 있었던 초등학교이다.

## 학교 연혁
- 1951년 9월 28일 해룡국민학교 신성분교장 설립
- 1954년 7월 1일 충무국민학교 개교
- 1984년 6월 1일 충무국민학교 병설유치원 인가
- 1997년 3월 1일 충무초등학교로 개칭
- 1999년 3월 1일 해룡초등학교로 통합